# 卡梅利娅·马科维丘克
卡梅利娅·马科维丘克-米哈尔恰（羅馬尼亞語：Camelia Macoviciuc-Mihalcea，1968年3月1日—），罗马尼亚女子赛艇运动员。她曾代表罗马尼亚参加1996年和2004年夏季奥林匹克运动会赛艇比赛。